# Xia Gao
Xia Gao è il nome completo di Gao (皋T, GāoP, detto anche Hao o Jianhao), quindicesimo monarca della dinastia Xia, figlio di Kong Jia e padre del successore Fa
Altri dicono che sia il padre del futuro re Jie. Secondo lo Zuo Zhuan (cronaca di Zuo), la sua tomba si trova a Yao Nan Ling.